# Комі войтир
Комі войтир (комі Коми войтыр; рос. Коми войтыр; переклад — «Комі народ») — міжрегіональний громадський рух народу Комі.

## Головна мета
«Комі войтир» ставить своєю метою більш повну реалізацію та захист громадянських, політичних, економічних, соціальних та культурних прав і свобод жителів Республіки Комі незалежно від національності, а також відродження та подальший розвиток комі етносу як частини людства.
«Комі войтир» вивчає і формує громадську думку з питань політичної, соціальної, економічної, культурної життя Республіки Комі, домагається його реалізації, втягує в рух Комі народу всі верстви суспільства, розширює зв'язки з представниками Комі нації, які проживають в інших регіонах Росії та СНД, а також з іншими фінно-угорськими народами.

## Історія
Рух «Комі войтир» відтворений в 1989 році під назвою «Комі котир». На першому з'їзді Комі народу, що пройшов у січні 1991 року, був створений виконавчий орган громадського руху «Комітет відродження комі народу» (нині — Виконавчий комітет МГР «Комі войтир»).
В травні 1991 року за участю представників «Комітету відродження комі народу» Республіці Комі були прийняті Закон «Про державні мови Республіки Комі», що встановлює в регіоні дві державні мови (комі і російська), а також Закон «Про освіту», закон «Про культуру» та інші.
В лютому 2002 року в Сиктивкарі на VII позачерговому з'їзді комі народу прийнято рішення про перейменування назви руху. З цього часу рух почав називатися міжрегіональний громадський рух (МГР) «Комі войтир».

## Голови
- Марков Валерій Петрович (1991–2008)
- Габов Сергій Іванович (з лютого 2008)

## Адреса
- 167000. Республіка Комі, Сиктивкар, Комуністична, 8, каб.521А[2]